# Катажина Кеджинек
Катажина Кеджинек (пол. Katarzyna Kiedrzynek; нар. 19 березня 1991, Люблін, Польща) — польська футболістка, воротар німецького клубу «Вольфсбург» та національної збірної Польщі.

## Клубна кар'єра

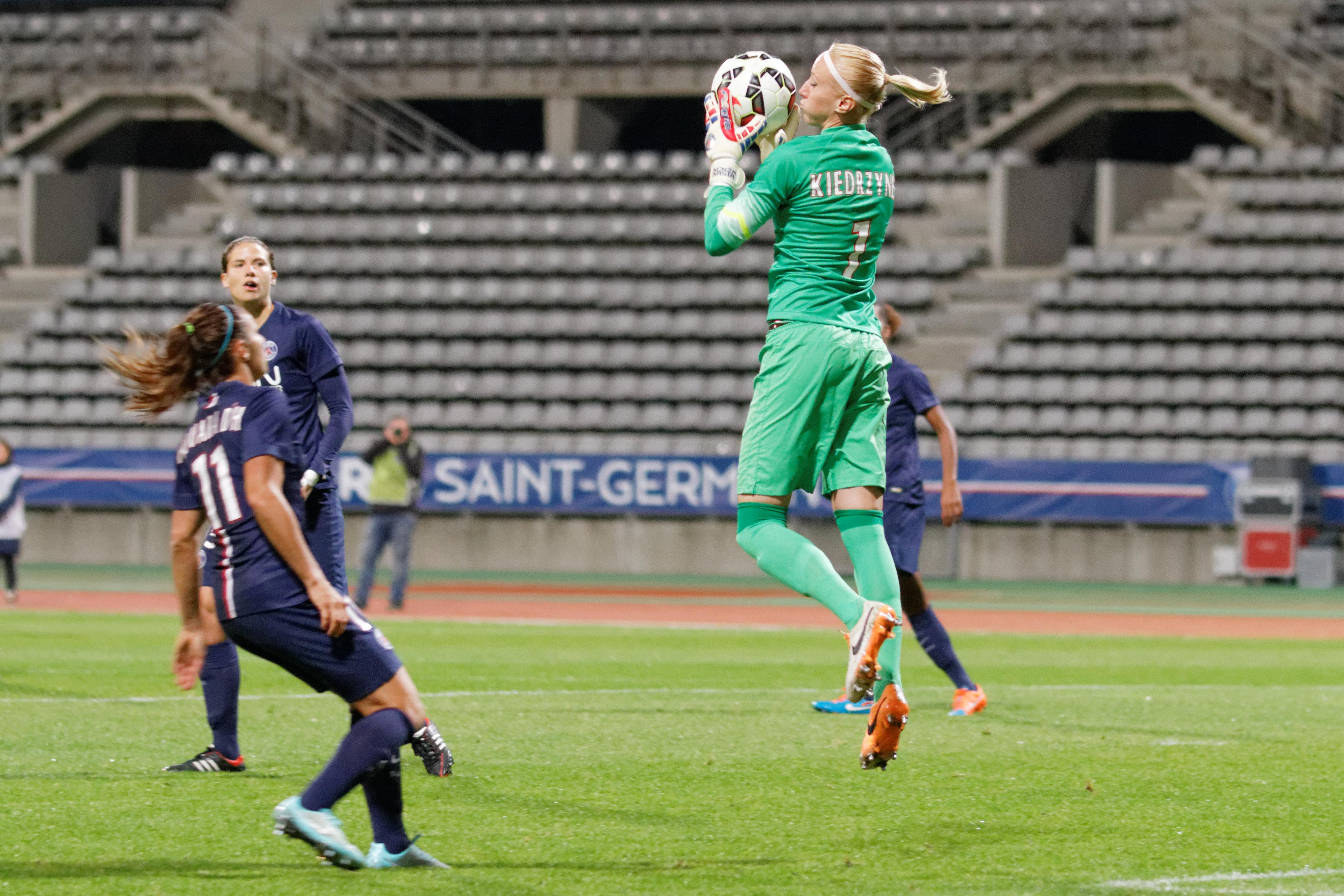
Катажина Кеджинек в Лізі чемпіонів проти «Твенте» 15 жовтня 2014 року.

На дитячо-юнацькому рівні займалася гандболом на позиції воротаря і грала у футбол на позиції нападника. Проте одного разу змушена була стати у ворота. Після того як займатися обома видами спорту одночасно стало не можливо зробила свій вибір на користь футболу. З 2010 по літо 2013 виступала за «Гурник» (Ленчна) в польській Екстраклясі. У сезоні 2013/14 перейшла до представника французької Ліги 1 «Парі Сен-Жермен». Його тренер Фарід Бенстіті вже знав про воротаря під час свого перебування на посаді головного тренера збірної Росії матчу проти збірної Польщі. Дебютувала за нову команду в чемпіонаті у грудні 2013 року в переможному (9:0) поєдинку проти «Мюре». Будучи третім воротарем, разом з парижанками фінішувала у 2014 році та 2015 році на другому місці в Лізі 1, поступившись чемпіонським титулом «Олімпіку Ліон». За свій перший сезон, проведений у Франції, зіграла лише чотири матчі чемпіонату та два матчі національного кубка, включаючи фінал національного кубку. Основним воротарем команди залишилася гравчиня національної збірної Франції Каріма Бенамер. У травні 2014 року вийшла в стартовому складі програному (0:2) поєдинку фіналу Кубку Франції проти «Олімпіка Ліон». Однак основним воротарем у ПСЖ стала лише у своєму другому сезоні, вигравши конкуренцію в Каріми Бенамер та новачка Анн-Катрін Бергер. У сезоні 2014/15 років Кєдржинек зіграла у всіх дев'яти матчах Ліги чемпіонів за парижан, включаючи фінал, у якому француженки програли з рахунком 1:2 «Франкфурту».
Бенстіті бачив сильні якості перш за все в тому, що висока гравчиня готова постійно працювати над собою, а також хвалить її «перевагу в повітрі» у штрафній та введення м’яча ногами. Катажина також залишалася основним воротарем й серед наступників Бенстіті, Патріса Лера та Олів'є Ешуафні, хоча з 2017 року у неї з'явився новий сильний конкурент у Крістіане Ендлер. У квітні 2015 року менеджери клубу вирішують продовжити контракт до червня 2018 року. Коли парижанки виграла національний кубок у 2018 році, полька не зіграла жодного матчу, в тому числі й у фіналі. У сезоні 2019/20 років головний тренер здебільшого віддавав перевагу Ендлер в матчах національного чемпіонату. Після 7-ми сезонів, проведених у ПСЖ, залишила столичний клуб.
Влітку 2020 року підписала 3-річний контракт з «Вольфсбургом». У матчі першого туру Бундесліги вийшла у стартовому складі «вовків» у переможному (3:0) поєдинку проти «Ессена».

## Кар'єра в збірній
З 2011 року виступала в складі національної збірної Польщі, але ще не пройшов кваліфікацію до фіналу чемпіонату світу чи Європи. У 2011 (0:2) та 2013 (0:6) вже захищала ворота Польщі проти своєї «другої спортивної батьківщини» Франції (0:6) у двох товариських матчах, хоча була замінена на початку 2013 року, за рахунку 0:4. У грудні 2014 року вона вирішила призупинити свою міжнародну кар'єру, провівши 21 поєдинок у складі польської команди.

## Статистика виступів

### Клубна
Станом на 2 липня 2020
| Сезон                       | Команда                     | Чемпіонат                   | Чемпіонат | Чемпіонат | Нац. кубок | Нац. кубок | Нац. кубок | Конт. кубок | Конт. кубок | Конт. кубок | Інші кубки | Інші кубки | Інші кубки | Загалом | Загалом |
| Сезон                       | Команда                     | Змаг.                       | Матчі     | Голи      | Змаг.      | Матчі      | Голи       | Змаг.       | Матчі       | Голи        | Змаг.      | Матчі      | Голи       | Матчі   | Голи    |
| --------------------------- | --------------------------- | --------------------------- | --------- | --------- | ---------- | ---------- | ---------- | ----------- | ----------- | ----------- | ---------- | ---------- | ---------- | ------- | ------- |
| 2013-2014                   | «Парі Сен-Жермен»           | Л1                          | 4         | -2        | КФ         | 2          | -2         | ЖЛЧУ        | 0           | 0           | -          | -          | -          | 6       | -4      |
| 2014-2015                   | «Парі Сен-Жермен»           | Л1                          | 15        | -9        | КФ         | 1          | 0          | ЖЛЧУ        | 9           | -6          | -          | -          | -          | 3       | -15     |
| 2015-2016                   | «Парі Сен-Жермен»           | Л1                          | 17        | -11       | КФ         | 0          | 0          | ЖЛЧУ        | 5           | -8          | -          | -          | -          | 10      | -20     |
| 2016-2017                   | «Парі Сен-Жермен»           | Л1                          | 16        | -11       | КФ         | 3          | -2         | ЖЛЧУ        | 7           | -6          | -          | -          | -          | 10      | -19     |
| 2017-2018                   | «Парі Сен-Жермен»           | Л1                          | 11        | -8        | КФ         | 2          | -1         | -           | -           | -           | -          | -          | -          | 13      | -9      |
| 2018-2019                   | «Парі Сен-Жермен»           | Л1                          | 16        | -12       | КФ         | 0          | 0          | ЖЛЧУ        | 0           | 0           | -          | -          | -          | 9       | -5      |
| 2019-2020                   | «Парі Сен-Жермен»           | Л1                          | 5         | -1        | КФ         | 2          | -1         | ЖЛЧУ        | 2           | -1          | -          | -          | -          | 9       | ?       |
| Усього за «Парі Сен-Жермен» | Усього за «Парі Сен-Жермен» | Усього за «Парі Сен-Жермен» | 84        | -54+      |            | 10         | -6         |             | 23          | -21         |            | -          | -          | 117+    | -81+    |
| 2020-2021                   | «Вольфсбург»                | БЛ                          | 0         | 0         | КН         | 0          | 0          | ЖЛЧУ        | 0           | 0           | -          | -          | -          | 0       | 0       |
| Усього за кар'єру           | Усього за кар'єру           | Усього за кар'єру           | 84+       | -54+      |            | 10+        | -6+        |             | 23          | -21         |            | -          | -          | 117+    | -81+    |

## Досягнення
«Парі Сен-Жермен»
- Ліга 1
  -  Срібний призер (7): 2014, 2015, 2016, 2017, 2018, 2019, 2020

- Кубок Франції
  -  Фіналіст (2): 2014, 2017

- Ліга чемпіонів УЄФА
  -  Фіналіст (1): 2015

«Вольфсбург»
- Кубок Німеччини
  -  Володар (1): 2021